# Пермогорская роспись

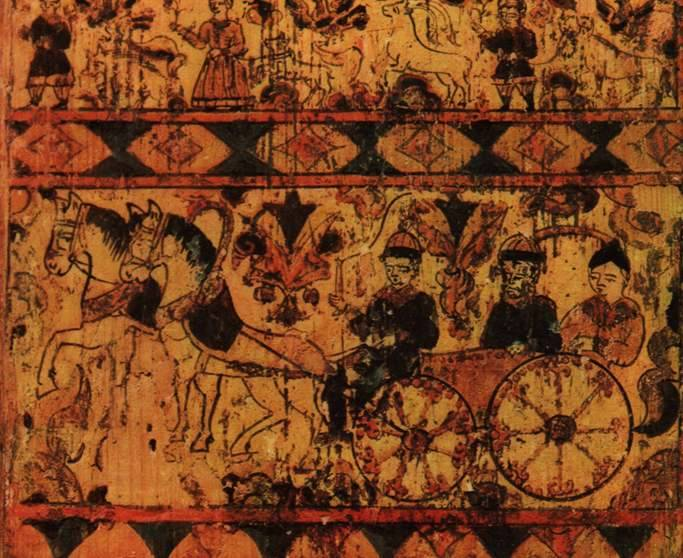
Прялка — «рассказ». Фрагмент. Свадебный поезд. Первая половина XIX века

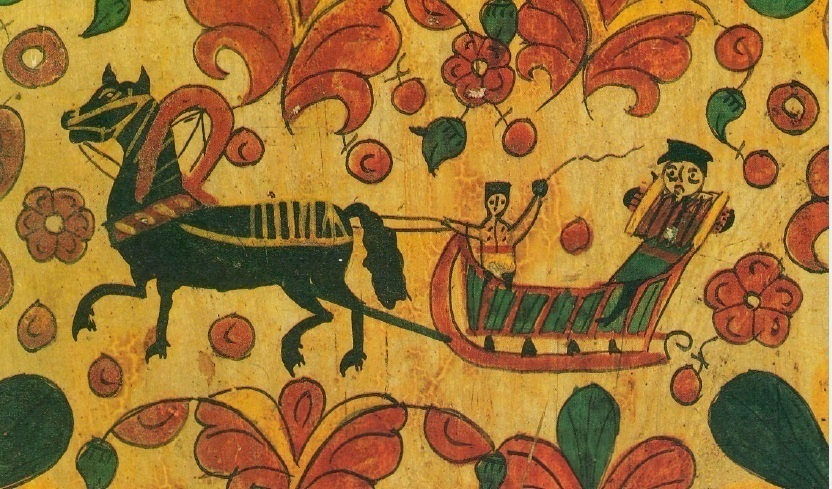
Прялка. Фрагмент. Конец XIX века

Пермогорская роспись — крестьянская роспись по дереву в Северодвинском крае. Особенностью является сочетание растительных узоров с разнообразными жанровыми сценами из крестьянской жизни.
Развита в деревнях Черепаново, Большой Березник и Гридинская в 4 км от пристани Пермогорье (Муниципальное образование «Пермогорское» Красноборского района Архангельской области).

## Описание

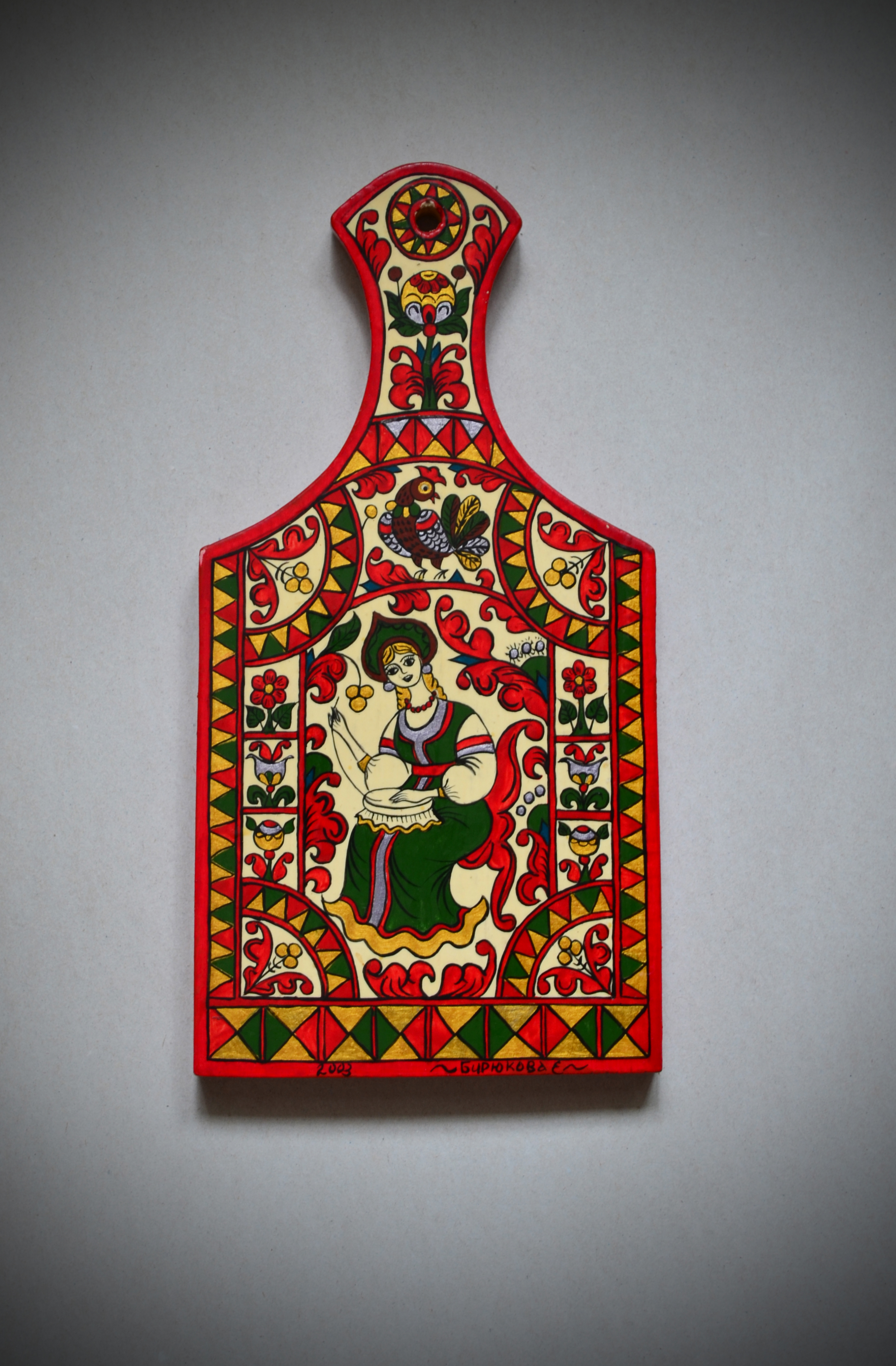
Пермогорская роспись. Современный вид.

В цветовой гамме преобладают белый фон и красный основной узор. Жёлтый и зелёный цвета являются сопутствующими. Большое значение имеет тонкий чёрный контур. Основой росписи является растительный узор. Трёхлопастные изогнутые листья с острыми кончиками и тюльпановидные цветы, а также птицы Сирин. В XIX веке в узор обычно вписывались жанровые сцены из крестьянской жизни.
Часто встречаются кони, запряжённые в карету, сани или плуг, всадник на коне или отдельный конь среди растительного орнамента. Отчетливо видна разница между изображением коня в ранний и поздний период развития росписи. В конце XVIII — начале XIX века изображались грациозные белые, иногда чёрные или коричневые лошади с изящными, тонкими ногами. Чаще всего лошадь рисовалась уверенной сплошной чёрной линией по белому фону, чёрным цветом раскрашивалась грива и хвост. На изделиях конца XIX века уже изображение далеко от совершенства, больше похоже на детский рисунок: лошадь в виде чёрного или красного пятна, длинное овальное туловище, короткие ножки. Также в ранней пермогорской росписи в сценах охоты, сбора ягод, катания в упряжке часто изображался олень. Среди растительного орнамента можно увидеть кабана, лисицу, собаку.
Круг расписываемых предметов велик — деревянная и берестяная посуда, колыбели, ларцы, сундуки, подголовники. Чаще всего расписываются прялки.